# Eryk XIV Waza
Eryk XIV, Erik XIV (ur. 13 grudnia 1533 w Sztokholmie, zm. 26 lutego 1577 na zamku Örbyhus) – król Szwecji w latach 1560–1568.

## Życiorys
Syn Gustawa I Wazy i Katarzyny saskiej. Także władca Estonii po jej zdobyciu w 1561 r.
Uważany za zdolnego i inteligentnego monarchę. Prowadził umiejętną politykę. Jednak wkrótce jego nad wyraz bujna ambicja i stany niezrównoważenia psychicznego doprowadziły go do choroby umysłowej i obłąkania.
Dążył do uczynienia ze Szwecji mocarstwa. W przeciwieństwie do swojego ojca, zadowolonego z status quo i uzyskanej suwerenności, Eryk dążył do narzucenia innym państwom hegemonii w strefie Morza Bałtyckiego. Dążenia te doprowadziły do konfliktu z królem Danii (Fryderykiem II).
W polityce wewnętrznej napotkał opozycję szlachty wspieraną przez jego przyrodniego brata, późniejszego króla Jana III. Przez większość czasu jego panowania toczyła się skandynawska wojna siedmioletnia (znana jako I wojna północna) przeciw Danii, w trakcie której skutecznie odparł wszystkie duńskie próby podboju posiadłości szwedzkich.
Pod koniec życia stan umysłowy króla coraz bardziej się pogarszał i prowadził do represji politycznych wobec przeciwników, w tym do zamordowania członków rodziny Sture w maju 1567 r. W 1568 roku Eryk został usunięty z tronu i uwięziony przez Jana, który przejął władzę.
Zmarł w więzieniu, prawdopodobnie otruty arszenikiem. Dokument podpisany przez Jana III i Bengta Gylta dawał strażnikom pilnującym Eryka prawo do jego otrucia, jeżeli ktokolwiek podejmowałby próbę jego uwolnienia. Późniejsze analizy jego zwłok wykazały obecność trucizny. Pochowany w katedrze w Västerås.
Eryk przed wstąpieniem w związek małżeński był w kilku nieformalnych związkach. Z Agdą Persdotter miał trzy córki:
- Virginię Eriksdotter (1559–1633)
- Konstancję Eriksdotter (1560–1649)
- Lukrecję Eriksdotter (1564–1574)

Z Kariną Jacobsdotter:
- prawdopodobnie nieślubny syn (zm. ok. 1565)

Ostatecznie 4 lipca 1568 poślubił Katarzynę Månsdotter.
(1550–1612). Z tego małżeństwa miał następujące dzieci:
- Sygrydę (1566 lub 1568–1633)
- Gustawa (1566–1607)
- Henryka (1570–1574)
- Arnolda (1572-1573)